# سیارک ۴۷۶۶
سیارک ۴۷۶۶ (به انگلیسی: 4766 Malin، نامگذاری:1987FF1) چهار هزار و هفتصد و شصت و ششمین سیارک کشف شده‌است که در ۲۸ مارس ۱۹۸۷ کشف شد.
قدر مطلق سیارک برابر ۱۲٫۲۰ است.